# Eleição municipal de Taboão da Serra em 2020
A eleição municipal de Taboão da Serra em 2020 foi o 18.º pleito eleitoral realizado na história do município. O 1.º turno ocorreu em 15 de novembro, porém como nenhuma das candidaturas a prefeito alcançou a maioria absoluta dos votos válidos, um inédito 2.º turno ocorreu duas semanas depois, em 29 de novembro, com os dois candidatos mais votados. Isso deve-se ao fato de que Taboão da Serra possui mais de 200 000 eleitores registrados e aptos ao voto e, dessa forma, atende ao critério eleitoral definido pelo inciso II do artigo n.º 29 da Constituição Federal para a realização de um 2.º turno caso a disputa eleitoral não tenha sido decidida na etapa anterior de votação.
Segundo dados do Tribunal Superior Eleitoral, 217 476 eleitores compunham o eleitorado taboanense apto a eleger 1 prefeito, 1 vice–prefeito e 13 vereadores para a Câmara Municipal em 2020.

## Candidaturas oficiais
| Candidaturas deferidas pelo TSE para a disputa eleitoral | Candidaturas deferidas pelo TSE para a disputa eleitoral | Candidaturas deferidas pelo TSE para a disputa eleitoral | Candidaturas deferidas pelo TSE para a disputa eleitoral | Candidaturas deferidas pelo TSE para a disputa eleitoral | Candidaturas deferidas pelo TSE para a disputa eleitoral | Candidaturas deferidas pelo TSE para a disputa eleitoral  | Candidaturas deferidas pelo TSE para a disputa eleitoral |
| N.º                                                      | N.º                                                      | Candidato(a) a prefeito(a)                               | Candidato(a) a prefeito(a)                               | Candidato(a) a vice-prefeito(a)                          | Candidato(a) a vice-prefeito(a)                          | Coligação                                                 | Situação                                                 |
| -------------------------------------------------------- | -------------------------------------------------------- | -------------------------------------------------------- | -------------------------------------------------------- | -------------------------------------------------------- | -------------------------------------------------------- | --------------------------------------------------------- | -------------------------------------------------------- |
|                                                          | 11                                                       |                                                          | Dr. Ronaldo Dias (Progressistas)                         |                                                          | Raquel Cristina (PRTB)                                   | Taboão + Seguro Progressistas / PRTB                      | Não eleito                                               |
|                                                          | 13                                                       |                                                          | Professor Oderlan (PT)                                   |                                                          | Paloma Martyres (PT)                                     | partido isolado                                           | Não eleito                                               |
|                                                          | 15                                                       |                                                          | Dr. Eduardo Nóbrega (MDB)                                |                                                          | Prof.º Moreira (PDT)                                     | A Mudança que Taboão precisa MDB / PDT                    | Não eleito                                               |
|                                                          | 17                                                       |                                                          | Vitor Medeiros (PSL)                                     |                                                          | Eraldo Acioli (PSL)                                      | partido isolado                                           | Não eleito                                               |
|                                                          | 19                                                       |                                                          | Aprígio (Podemos)                                        |                                                          | Buscarini (PSD)                                          | Podemos reconstruir Taboão Podemos / PSD / PSC / Patriota | Eleito                                                   |
|                                                          | 33                                                       |                                                          | Dr. Waldemar Lima (PMN)                                  |                                                          | Prof.ª Bernadete (PMN)                                   | partido isolado                                           | Não eleito                                               |
|                                                          | 45                                                       |                                                          | Engenheiro Daniel (PSDB)                                 |                                                          | Cido da Yafarma (PTB)                                    | Avança Taboão PSDB / PTB / Republicanos / REDE / DC / PMB | Não eleito                                               |
|                                                          | 50                                                       |                                                          | Professora Najara Costa (PSOL)                           |                                                          | Evandro Garcia (PSOL)                                    | partido isolado                                           | Não eleito                                               |
|                                                          | 77                                                       |                                                          | Plínio do Pirajussara (Solidariedade)                    |                                                          | Nayara Ernandes (Solidariedade)                          | partido isolado                                           | Não eleito                                               |

## Resultados eleitorais

### Poder Executivo
Engenheiro Daniel (PSDB), candidato governista apoiado pelo prefeito em exercício de Taboão da Serra à época Fernando Fernades (PSDB), e o ex-prefeito e deputado federal em exercício Aprígio (Podemos) foram os dois candidatos mais votados no 1.º turno, porém como ambos não alcançaram a maioria absoluta dos votos válidos registrados, prosseguiram com a disputa pela chefia do Poder Executivo municipal para o 2.º turno, algo inédito na história política do município.
Na etapa seguinte de votação, verificou-se uma virada eleitoral: Aprígio (Podemos), que terminou em 2.º lugar na etapa anterior com 32,01% dos votos válidos contra os 33,42% obtidos por Engenheiro Daniel (PSDB), sagrou-se vencedor do pleito ao conquistar 67 853 votos, o equivalente a 50,63% dos votos válidos. Seu mandato à frente do Poder Executivo municipal teve início em 1 de janeiro de 2025 e será concluído em 31 de dezembro de 2028.
| Candidatos a prefeito(a)   | Candidatos a prefeito(a)              | Candidato a vice-prefeito(a)    | 1.º turno      | 1.º turno   | 2.º turno      | 2.º turno   |
| Candidatos a prefeito(a)   | Candidatos a prefeito(a)              | Candidato a vice-prefeito(a)    | Total de votos | Porcentagem | Total de votos | Porcentagem |
| -------------------------- | ------------------------------------- | ------------------------------- | -------------- | ----------- | -------------- | ----------- |
|                            | Aprígio (Podemos)                     | Buscarini (PSD)                 | 44 400         | 32,01%      | 67 853         | 50,63%      |
|                            | Engenheiro Daniel (PSDB)              | Cido da Yafarma (PTB)           | 46 350         | 33,42%      | 66 158         | 49,37%      |
|                            | Dr. Eduardo Nóbrega (MDB)             | Prof.º Moreira (PDT)            | 31 765         | 22,90%      | –              | –           |
|                            | Professora Najara Costa (PSOL)        | Evandro Garcia (PSOL)           | 8 731          | 6,30%       | –              | –           |
|                            | Professor Oderlan (PT)                | Paloma Martyres (PT)            | 2 924          | 2,11%       | –              | –           |
|                            | Vitor Medeiros (PSL)                  | Eraldo Acioli (PSL)             | 1 848          | 1,33%       | –              | –           |
|                            | Dr. Ronaldo Dias (Progressistas)      | Raquel Cristina (PRTB)          | 1 801          | 1,30%       | –              | –           |
|                            | Dr. Waldemar Lima (PMN)               | Prof.ª Bernadete (PMN)          | 560            | 0,40%       | –              | –           |
|                            | Plínio do Pirajussara (Solidariedade) | Nayara Ernandes (Solidariedade) | 306            | 0,22%       | –              | –           |
| Total de votos válidos     | Total de votos válidos                | Total de votos válidos          | 138 685        | 138 685     | 134 011        | 134 011     |
| Votos apurados             |                                       |                                 |                |             |                |             |
| Votos válidos              | Votos válidos                         | Votos válidos                   | 138 685        | 84,80%      | 134 011        | 87,29%      |
| Votos em branco            | Votos em branco                       | Votos em branco                 | 9 767          | 5,97%       | 6 625          | 4,32%       |
| Votos nulos                | Votos nulos                           | Votos nulos                     | 15 093         | 9,23%       | 12 888         | 8,39%       |
| Total de votos apurados    | Total de votos apurados               | Total de votos apurados         | 163 545        | 163 545     | 153 524        | 153 524     |
| Participação do eleitorado |                                       |                                 |                |             |                |             |
| Comparecimentos            | Comparecimentos                       | Comparecimentos                 | 163 545        | 75,20%      | 153 524        | 70,59%      |
| Abstenções                 | Abstenções                            | Abstenções                      | 53 931         | 24,80%      | 63 952         | 29,41%      |
| Total de eleitores aptos   | Total de eleitores aptos              | Total de eleitores aptos        | 217 476        | 217 476     | 217 476        | 217 476     |
| Fonte: g1                  |                                       |                                 |                |             |                |             |

### Poder Legislativo
Foi a partir desta eleição municipal que passou a vigorar as novas regras do processo eleitoral contidas na Emenda Constitucional n.º 97/2017, que determinou o fim das coligações partidárias nos pleitos para cargos proporcionais (vereadores, deputados estaduais e distritais e deputados federais). Desse modo, pela primeira vez nas eleições municipais de 2020, os candidatos a vereador somente poderão disputar o cargo por meio de chapa única dentro do partido pelo qual estão filiados.
No sistema proporcional, pelo qual são eleitos os vereadores, o voto dado a um candidato é primeiro considerado para o partido ao qual ele é filiado. O total de votos de um partido é que define quantas cadeiras ele terá. Definidas as cadeiras, os candidatos mais votados do partido são chamados a ocupá-las. Abaixo encontram-se os candidatos a vereador eleitos, reeleitos e os que ficaram como suplentes para a 18.ª legislatura, iniciada em 1 de janeiro de 2021 e concluída em 31 de dezembro de 2024.
| N.º   | Candidato(a)                  | Partido político | Votos obtidos | Porcentagem | Situação    |
| ----- | ----------------------------- | ---------------- | ------------- | ----------- | ----------- |
| 45789 | Marcos Paulo "Paulinho"       | PSDB             | 4 444         | 3,12%       | Reeleito(a) |
| 14140 | Joice Silva                   | PTB              | 3 820         | 2,69%       | Reeleito(a) |
| 10001 | Gallo                         | Republicanos     | 3 751         | 2,64%       | Eleito(a)   |
| 45400 | Erica Franquini da Enfermagem | PSDB             | 3 576         | 2,51%       | Reeleito(a) |
| 19714 | Luzia Aprígio                 | Podemos          | 3 187         | 2,24%       | Eleito(a)   |
| 14123 | Sandro Ayres                  | PTB              | 2 985         | 2,10%       | Eleito(a)   |
| 15671 | Anderson Nóbrega              | MDB              | 2 951         | 2,07%       | Eleito(a)   |
| 10555 | Nezito                        | Republicanos     | 2 914         | 2,05%       | Eleito(a)   |
| 45123 | Carlinhos do Leme             | PSDB             | 2 869         | 2,02%       | Reeleito(a) |
| 22600 | Alex Bodinho                  | PL               | 2 841         | 2,00%       | Reeleito(a) |
| 27027 | Dr. Ronaldo Onishi            | DC               | 2 826         | 1,99%       | Reeleito(a) |
| 10123 | Gilberto Castro               | Republicanos     | 2 738         | 1,93%       | Suplente    |
| 55400 | Enfermeiro Rodney             | PSD              | 2 478         | 1,74%       | Eleito(a)   |
| 19000 | Dr. André da Sorriso          | Podemos          | 2 387         | 1,68%       | Reeleito(a) |